# Pave Pius 1.
Pius 1. var en romersk-katolsk pave, måske fra 140 til 154, selvom den vatikanske Annuario Pontificio (2003) nævner hans regeringstid som enten 142 til 157 eller 146 til 161. Det menes, at han blev født i Aquileia i det nordlige Italien, hvor hans var ifølge "Liber Pontificalis" skulle have været en vis Rufinus. 
Det er blevet nævnt i blandt andet det Muratoriske Fragment fra det 2. århundrede, at Pius var broder til Hermas, forfatteren til teksten Hyrden. Forfatteren til denne tekst omtaler sig selv som en tidligere slave, og derfor er der blevet spekuleret på, om både Hermas og Pius var frimænd.
Pius opfattes som martyr og bliver fejret som sådan i breviaret. Ud over denne findes der dog ingen beviser, der støtter en sådan antagelse.
Hans navnedag er 11. juli.
| Efterfulgte: Pave Hyginus | Pave 140-155 | Efterfulgtes af: Pave Anicetus |

| Historie | Spire Denne historieartikel er en spire som bør udbygges. Du er velkommen til at hjælpe Wikipedia ved at udvide den. |

- Wikimedia Commons har flere filer relateret til Pave Pius 1.